# 1374년

## 연호
- 명(明) 홍무(洪武) 7년
- 북원(北元) 선광(宣光) 4년
- 일본(日本) 남조(南朝) 분추(文中) 3년
- 일본(日本) 북조(北朝) 오안(応安) 7년
- 쩐 왕조(陳朝) 롱카인(隆慶) 2년

## 기년
- 명(明) 태조 홍무제(太祖 洪武帝) 7년
- 북원(北元) 소종(昭宗) 4년
- 고려(高麗) 공민왕(恭愍王) 23년
- 쩐 왕조(陳朝) 예종(睿宗) 2년

## 사건
- 최영이 제주도에서 원(元)의 목호 세력의 난(목호의 난)을 토벌함.
- 자제위(子弟衛) 홍륜과 최만생이 개혁군주 고려 공민왕을 살해함.
- 이인임이 홍륜과 최만생을 반역자로 몰고 참살함.
- 우 왕자가 10살의 나이로 왕위에 오름, 고려 32대 국왕 우왕.

## 탄생
- 4월 4일 - 조선의 문신 신개(申槩)-文僖公 申槩(신개)世宗 左議政,甲寅(1374年)四月4四日(己亥生)(春川生)

## 사망
- 10월 27일 - 고려 31대 국왕 공민왕
- 고려(高麗)의 무신(武臣) 홍륜(洪倫)
- 고려(高麗)의 환관(宦官) 최만생(崔萬生)